# 朱祜
朱 祜（しゅ こ、? - 48年）は、後漢の武将。字は仲先（ちゅうせん）。南陽郡宛県（河南省南陽市宛城区）の人（『後漢書』列伝12・本伝）。光武帝の功臣であり、「雲台二十八将」の第8位に序せられる（『後漢書』列伝12）。

## 略歴
| 姓名           | 朱祜                                                      |
| 時代           | 新代 - 後漢時代                                           |
| 生没年         | 生年不詳 - 48年（建武24年）                               |
| 字・別号       | 仲先（字）                                                |
| 本貫・出身地等 | 荊州南陽郡宛県                                            |
| 職官           | 護軍〔舂陵軍（劉秀）〕→偏将軍〔劉秀〕 →建義大将軍〔後漢〕 |
| 爵位・号等     | 安陽侯〔劉秀（後漢）〕→堵陽侯〔後漢〕 →鬲侯〔後漢〕       |
| 陣営・所属等   | 劉縯→劉秀（光武帝）                                       |
| 家族・一族     | 子：朱商                                                  |

幼くして父親を亡くし、母の実家の復陽の劉氏を頼った。舂陵郷に往来し、劉秀・劉縯と親しんだ。南陽劉氏が挙兵し、更始元年（23年）、更始帝が即位し、劉縯が大司徒と為ると、朱祜を護軍都尉とした。劉秀が行大司馬と為り、河北へ渡ると、再び朱祜を護軍都尉とした。河北の戦いで従軍し、偏将軍となり、列侯に封じられた。
建武元年（25年）、劉秀の河北平定に他将と共に奔走し、劉秀が皇帝に即位すると、建義大将軍を拝命した。
建武2年（26年）、南陽郡で、叛乱を起こした鄧奉と戦うも、敗れて捕われた。
建武3年（27年）、劉秀の鄧奉親征において、最後に朱祜の口利きで鄧奉が降り、光武帝は朱祜の位を戻した。鄧奉は岑彭・耿弇の諫言により赦されずに斬られた。群雄延岑は同じく群雄秦豊の将の張成と連合し、朱祜は祭遵を率いて、延岑と東陽に戦い、張成を斬った。延岑は逃れて秦豊に帰順した。
建武4年（28年）、岑彭に代わり、破姦将軍侯進・輔威将軍耿植（耿純の従兄弟）を率いて秦豊を黎丘に囲んだ。
建武5年（29年）、黎丘を降し、秦豊を捕えた。秦豊は洛陽に護送されて、そこで斬られた。大司馬呉漢は詔命を無視して投降を受け入れたのは軍令違反であると、朱祜を弾劾するも、劉秀は赦した。朱祜は戦場に戻ると、臧宮と共に延岑の残党を平定した。
建武9年（33年）、南行唐に駐屯して匈奴を防いだ。
建武15年（39年）、大将軍の印綬を返し、朝請を奉じた。
建武24年（48年）、卒した。

## 人柄・逸話

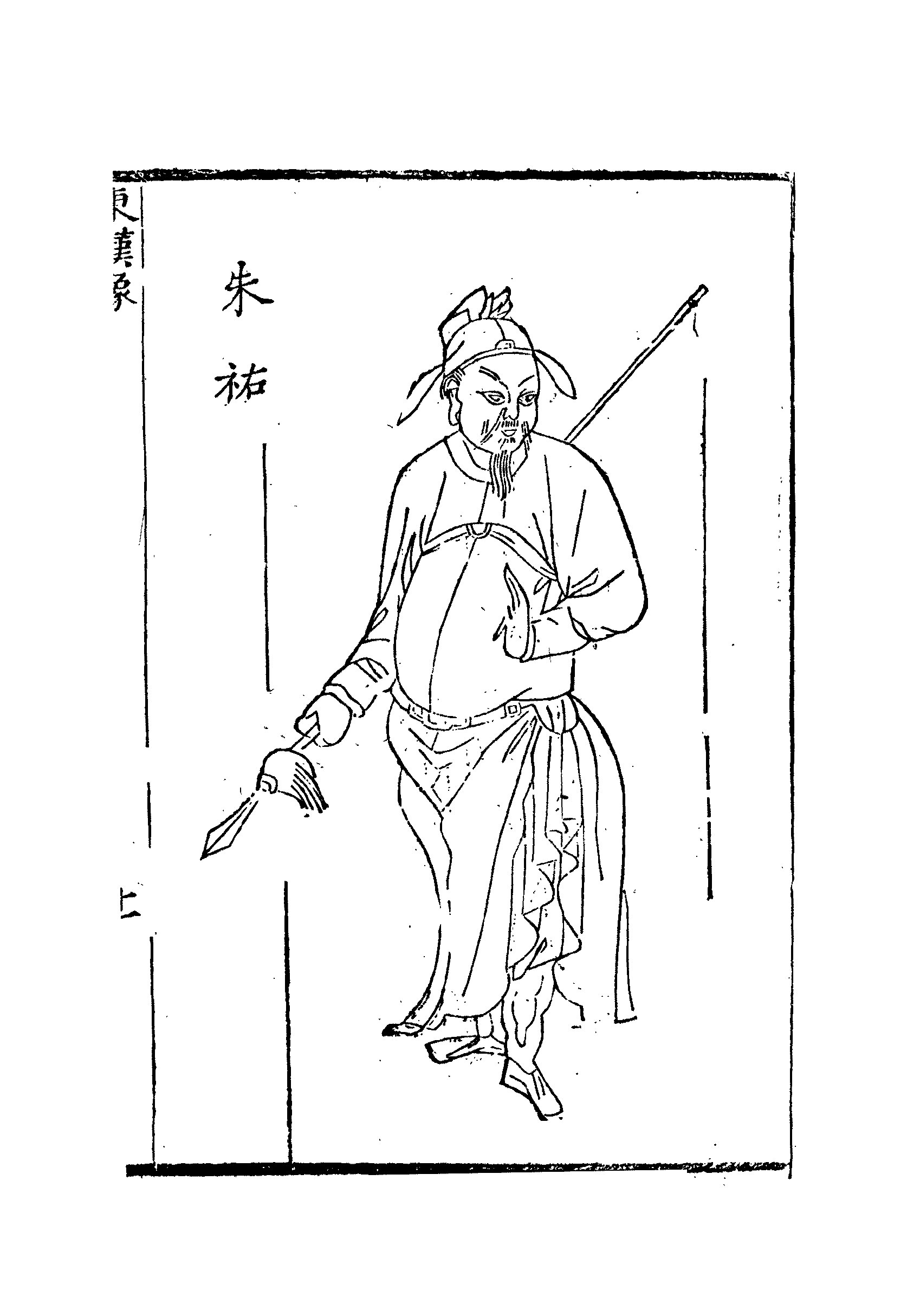
朱祜

- 性格は質朴で正直。戦いは城邑の平定が目的で首級は目的ではないとする。また兵士を禁制して掠奪を許させなかった。首級も得られず掠奪も出来ずというので放縦を楽しむ兵士からは恨まれた。
- 朱祜が長安で学んでいた頃、劉秀が訪ねても、朱祜は労う言葉も掛けず学舎に出かけてしまった。また、一緒に蜜を買い薬と調合したという話がある。河北での宴の際に、朱祜はさり気なく「長安の政乱れる。公には貴人の相がある。天命ですぞ」と言った。劉秀答えて「刺姦（兵の監督官）を呼んで、護軍（朱祜）を捕えさせよ」と言えば、朱祜は再び言わなかった。
- 昔は人臣が封を受ける場合に王爵は無かった故に、王を侯とすべし、と上奏し、これによって建武13年（37年）から一時、王が全て侯とされる時期があった。また大司徒などから、大の字を外すべきと述べ、建武27年（51年）には大司馬・大司徒・大司空が太尉・司徒・司空に改められている。
- 大した功も為していないのにこんなに大国を頂くわけには行きませんと辞退したことがあったが、光武帝は許さず領地を与えた。